# Татеви Анапат
Татеви Анапат (јерм. Տաթեւի անապատ) је манастир Јерменске апостолске цркве саграђен у долини реке Воротан, у јерменском марзу Сјуник.
Манастир је грађен у периоду XVII-XVIII века, а 1995. је био на потенцијалном УНЕСКО-вом списку Светске културне баштине.
Главна црква посвећена је Богородици. Део је комплекса Татевски манастир.